# Yoga Vidya
Der Yoga Vidya e. V. (Sanskrit, f., विद्या, vidyā, wörtlich: Erkenntnis, Wissen) ist ein eingetragener Verein und Anbieter von Yogakursen und Yogaausbildungen sowie von sonstigen Kursen rund um Yoga, Ayurveda, Spiritualität und alternative Gesundheitsthemen und gleichzeitig eine neureligiöse Gemeinschaft. Der Hauptsitz befindet sich im Lippischen Bad Meinberg, einem Stadtteil von Horn-Bad Meinberg in Ostwestfalen-Lippe. In Deutschland betreibt der Verein vier Seminar- und Retreathäuser, die als Ashrams bezeichnet werden, sowie insgesamt über 70 Yogaschulen in Deutschland, den Niederlanden, Spanien und Österreich. Yoga Vidya ist Vertreter des in Deutschland populären Sivananda Yoga, der vier verschiedene Heilswege des Yoga kennt: Karma, Bhakti, Raja und Jnana, wozu auch Hatha Yoga und Pranayama gehören.

## Organisation

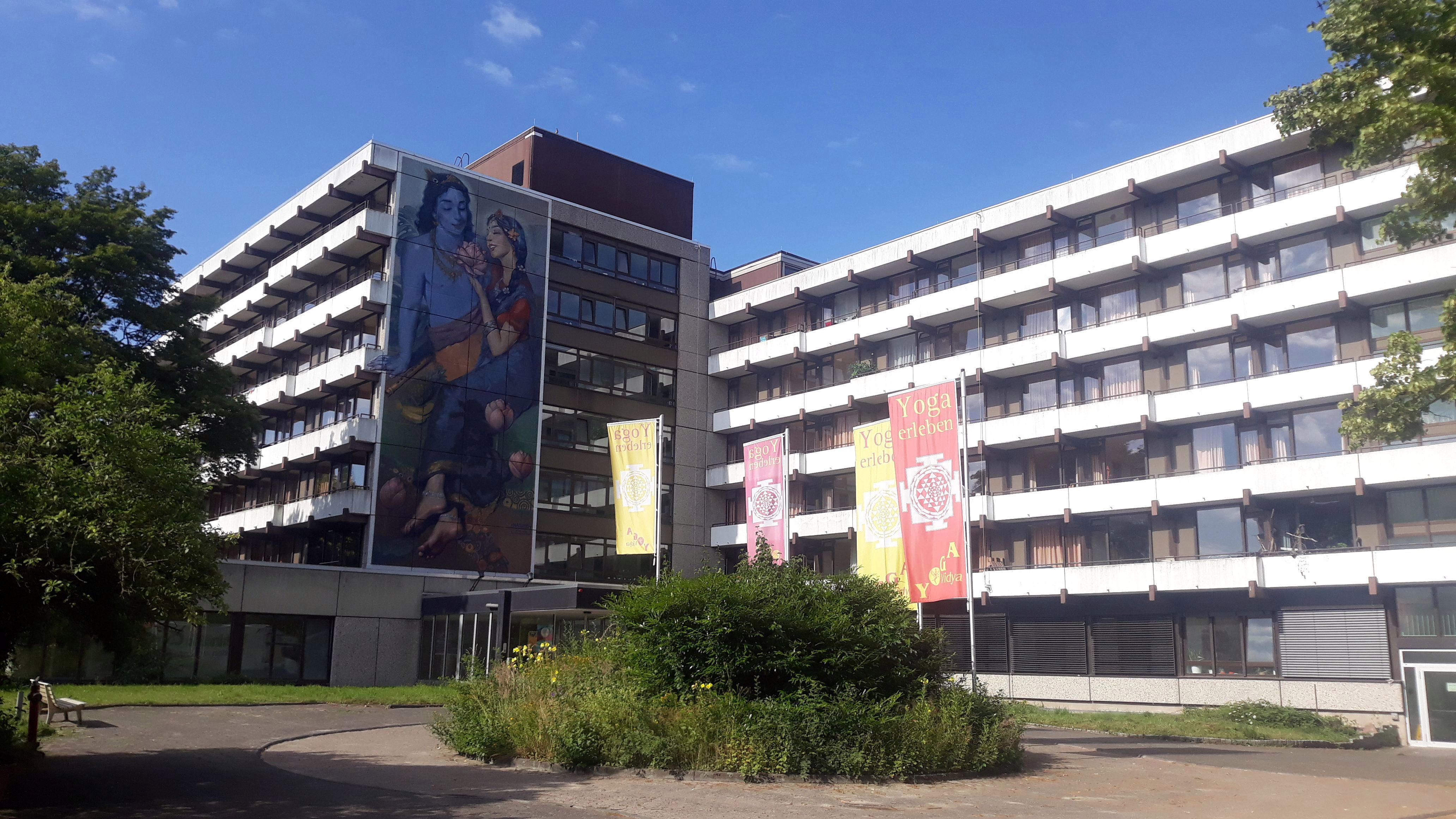
Hauptsitz von Yoga Vidya in Bad Meinberg

Der heutige Träger der Aktivitäten Yoga Vidyas ist der von Volker Bretz 1995 gegründete Yoga Vidya e. V. Der Verein betreibt einige Stadtzentren direkt, bei der Mehrheit handelt es sich um über einen Franchise-Vertrag betriebene Kooperationszentren. Yoga Vidya ist einer der größten Yogaanbieter in Deutschland. Das Angebot beinhaltet heute auch Kurse und Ausbildungen außerhalb des Themenfeldes Yoga. Bis zum Jahr 2025 absolvierten 25.000 Menschen eine von Yoga Vidya zertifizierte Yogalehrerausbildung.
Die Mitarbeiter bei Yoga Vidya werden Sevakas genannt (Dienende) und verstehen sich als Teil einer Gemeinschaft. Sie erhalten für ihre Tätigkeit keine oder nur eine geringe Entlohnung (Taschengeld) und verstehen ihre Arbeit als selbstlosen Dienst. Yoga Vidya kommt für die Lebenshaltungskosten der Mitarbeiter auf und argumentiert, dass es sich bei einer religiösen klosterähnlichen Gemeinschaft um Mitglieder und nicht um Mitarbeiter handele.

## Geschichte
Volker Bretz ist innerhalb der Gemeinschaft unter seinem spirituellen Namen Sukadev bekannt. Das erste Yoga-Vidya-Yogazentrum wurde 1992 von Bretz und Eva-Maria Kürzinger als Yoga-Center am Zoo beim Zoo Frankfurt eröffnet.
Der in Bad Kreuznach geborene Bretz stammt aus einer Unternehmer-Familie in Gensingen, wo er auch aufwuchs. Er praktiziert seit früher Jugend Yoga und war etwa 12 Jahre lang Mitglied und davon einige Jahre Swami (hinduistischer Mönch) der Internationalen Sivananda-Yoga-Vedanta-Zentren (ISYVC), einer neo-hinduistischen Vereinigung, die in Kanada von Vishnudevananda (1927–1993) gegründet wurde und weltweit Yogaschulen und Seminarhäuser betreibt. Zum Lebensende seines Gurus Vishnu-devananda verließ Bretz die Sivananda-Yoga-Zentren und gründete Yoga Vidya, zunächst nach einem ähnlichen Konzept wie die Sivananda-Yoga-Zentren. Die Organisation bestand aus Yogazentren in den Städten, Seminarhäusern auf dem Land und der Idee, dass ehrenamtliche Mitarbeiter, sogenannte Karmayogis oder Sevakas (Sanskrit, m. सेवक, sevaka, wörtlich: Diener), die Arbeit in der Organisation gegen Kost und Logis verrichten sollten. Die Haupteinnahmequelle war Yogaunterricht in den Städten, wo auch Interessierte für längere Aus- und Weiterbildungen oder für Retreats in den Seminarhäusern rekrutiert werden konnten.
Später gab Volker Bretz mehrfach an, dass er Yoga Vidya insbesondere auch als Gegenentwurf zu den Sivananda-Yoga-Zentren gegründet habe, da ihm eine demokratische Ausrichtung und eine Klärung der Sozialversicherung seiner Mitarbeiter wichtig gewesen sei.
Bis Dezember 2019 wurde Vishnudevananda in den Yoga-Vidya-Zentren in religiösen Zeremonien als Guru verehrt, zahlreiche Fotos und Bilder hatten an ihn erinnert. Nachdem Vishnudevananda Ende 2019 öffentlich und in der Folge in internationaler Berichterstattung mehrfach der sexualisierten Gewalt gegenüber Schülerinnen und Mitarbeiterinnen beschuldigt wurde, distanzierten sich Bretz und Yoga Vidya öffentlich von ihm, und Bretz bekannte sich zu einer Entfremdung von seinem Guru.
1996 kaufte Yoga Vidya ein Landgut in Oberlahr im Westerwald und gründete dort ein Seminarhaus. 2003 kaufte der Verein drei ehemalige Kurkliniken (Klinik Am Park, Kurklinik Lippe, Klinik Silvaticum) in der Gemeinde Horn-Bad Meinberg, die im Rahmen der Gesundheitsreform von 1996 insolvent geworden waren. Dort eröffnete das Yoga-Vidya-Seminarhaus Bad Meinberg, das nach weiteren Zukäufen ehemaliger Kur-Einrichtungen 2009 und 2019 täglich bis zu 1000 Übernachtungsgäste beherbergt und mit über 120.000 Übernachtungen pro Jahr eines der größten Bildungsinstitute Deutschlands ist. Ein 2008 erworbener ehemaliger Bauernhof wurde zum Yoga-Vidya-Seminarhaus Nordsee. Ein ehemaliges Naturfreundehaus im Ort Maria-Rain, das im Jahr 2013 erworben wurde, wurde zum Yoga-Vidya-Seminarhaus Allgäu.

## Lehre
Die von Bretz begründete Yoga-Lehre wird als „(neo)hinduistisch“ ausgerichtet beschrieben. Nachdem die Schwerpunkte ursprünglich in Themenbereichen wie unter anderem Yoga, Meditation, Atemübungen lagen, erfolgte nach 2011 verstärkt eine Öffnung in den Themenbereich der modernen Esoterik, darunter „natur-feministische“ sowie neoschamanische Vorstellungen und auch zeitgenössische Ernährungstrends.
In den Grundprinzipien des Vereins werden der New Age Bewegung entsprechend religiöse Ziele genannt, die einen Fokus auf Persönlichkeitsentwicklung, Weltfrieden und „Gottverwirklichung“ setzen. Genannt werden unter anderen vier „Grundprinzipien“ des Yoga-Vidya-Vereins:
- möglichst weite Verbreitung des Yoga für Gesundheit, Persönlichkeitsentwicklung und spirituelles Wachstum
- ein schnelles spirituelles Wachstum für ernsthafte Aspiranten
- Setzen von Lichtpunkten im Lichtnetz der Erde
- Freude am Üben und Leichtigkeit im Leben

Ferner versteht sich Yoga Vidya in einer Guru-Tradition, einer sogenannten Guru Parampara. Diese geht auf Sivananda (1887–1963) zurück, einen hinduistischen Mönch (Swami), der die Entwicklung des modernen Yoga maßgeblich durch seine neo-hinduistischen und neo-vedantischen Lehren beeinflusste. In einem von Sivananda gegründeten Ashram in Rishikesh (Indien) wurden viele Mönche ausgebildet, die später zu bekannten Figuren im modernen Yoga wurden, darunter Vishnudevananda. Vishnudevananda reiste nach seiner Ausbildungszeit in die USA und nach Kanada, wo er die Internationalen Sivananda Yoga Vedanta Zentren gründete, deren Mitglied Sukadev Volker Bretz ca. 12 Jahre lang war und die das Konzept von Yoga Vidya maßgeblich beeinflussten.
Die Seminarhäuser von Yoga Vidya werden auch als Ashrams bezeichnet, klosterähnliche Zentren für Meditation und Yoga. In diesem Sinne führt Yoga Vidya auch eine monastische Tradition und bietet langjährigen Mitgliedern die Möglichkeit, sich als Swami (hinduistischer Mönch bzw. Nonne) weihen zu lassen. Außerdem wird von Mitgliedern und Gästen erwartet, dass sie sich an strenge spirituelle Regeln halten. Dazu gehören beispielsweise eine vegetarische oder vegane Ernährung, der Verzicht auf Rauschmittel und Alkohol, auch außerhalb des Ashrams, und die regelmäßige Teilnahme am täglichen Programm aus Yogastunden und Satsangs (religiöse Zeremonie mit Mantra-Singen und Vortrag).
Die sogenannte Yoga-Vidya-Grundreihe, eine Serie aus Yogahaltungen (Asanas), entspricht weitgehend den zwölf Grundhaltungen im Sivananda Yoga beziehungsweise der Rishikesh-Reihe.

## Yoga-Vidya-Berufsverbände
Yoga Vidya bietet unterschiedliche Yogalehrer-Ausbildungen an. Absolventen dieser Ausbildungen haben Zugang zum Berufsverband der Yoga Vidya Lehrer*innen, der anhand der Mitgliederzahl größte Berufsverband für Yogalehrende in Deutschland (Stand Dezember 2022 laut eigener Angabe 5.000 Mitglieder). Daneben gibt es auch den Berufsverband der Yoga Vidya Gesundheitsberater*innen, Kursleiter*innen und Therapeut*innen (BYVG) sowie den Berufsverband der Yoga und Ayurveda Therapeut*innen (BYAT).

## Kritik
Als großer Anbieter von Yogakursen und sonstigen verwandten Dienstleistungen und Angeboten sowie als Ausbilder von zahlreichen Yogalehrenden über eigene Lehrgänge und Franchisenehmer wird Yoga Vidya immer wieder vorgeworfen, eine Monopolstellung auf dem deutschen bzw. europäischen Yoga-Markt innezuhaben. In einem SPIEGEL-Artikel aus dem Jahr 2012 ist von 800 bis 1000 Absolventen pro Jahr die Rede.
Ein 2016 im Handelsblatt erschienener Artikel mit dem Titel Der Seelenfänger zweifelt die Gemeinnützigkeit des Yogavereins bei gleichzeitigem Millionenumsatz an. Um den Status der Gemeinnützigkeit zu bekommen, wurde 2024 bei der Staatskanzlei des Landes Nordrhein-Westfalen in Düsseldorf der Kirchen-Status beantragt. Formal handelt es sich um einen Antrag auf Anerkennung als Körperschaft des öffentlichen Rechts. So soll eine Insolvenz verhindert werden. 2023 hatte das Bundesarbeitsgericht dagegen entschieden, dass der Yoga-Vidya-Verein keine Religions- oder Weltanschauungsgemeinschaft darstellt, er dürfe damit nicht den Mindestlohn und andere gesetzliche Schutzbestimmungen umgehen. Eine Beschwerde beim Bundesverfassungsgericht, keinen Mindestlohn zahlen zu müssen, wurde Mitte 2024 abgelehnt. Das Verfassungsgericht sagt dazu: „Denn es ist weder dargelegt noch sonst ersichtlich, dass die von den Klägerinnen geleisteten Dienste der Aufrechterhaltung des Beherbergungs- und Seminarbetriebs des Vereins und des Vertriebs von Yoga-Produkten, um deren arbeitsrechtliche Beurteilung es hier geht, für sich genommen religiös geprägt waren.“ Zwei Mitarbeiterinnen hatten zwischen 2012 und 2020 in der Einrichtung gelebt und für ein monatliches Taschengeld von 390 Euro 42 Stunden in der Woche gearbeitet. Da ihnen jedoch Mindestlohn zustand, erhielten sie Nachzahlungen von je 42.000 Euro. Die Gesamtansprüche waren wesentlich höher, doch Ansprüche auf Mindestlohn verjähren nach 3 Jahren.
Unter dem Namen Yogawiki betreibt Yoga Vidya eine Enzyklopädie zu den Themenbereichen Yoga, alternative Gesundheit, Spiritualität und Philosophie. Die Webseite ist in Funktionsweise und Nutzeroberfläche der Wikipedia nachempfunden und erweckt den Eindruck der Neutralität. Viele Einträge der Enzyklopädie enthalten jedoch Werbelinks zu Yoga-Vidya-Webseiten, priorisieren das Verständnis und die Darstellung von Yoga Vidya oder dienen der Selbstdarstellung der Organisation und erfüllen somit nicht den enzyklopädischen Anspruch. Die Bearbeitungsfunktion ist nicht öffentlich zugänglich.
Während des Corona-Pandemiegeschehens in Deutschland und der Demonstrationen gegen die Pandemiemaßnahmen gab es immer wieder Überschneidungen zwischen der Yoga- und der Querdenker-Szene. In einem im April 2021 erschienenen Artikel berichtete die Süddeutsche Zeitung über einen namentlich nicht genannten Lehrer, der bei Yoga Vidya etabliert gewesen sein soll und weitgehend als antidemokratisch wahrgenommene Thesen vertrat. Die Zeitschrift für Religion und Weltanschauungsfragen der Evangelischen Zentralstelle für Weltanschauungsfragen nennt außerdem die im Umfeld von Yoga Vidya verorteten Musiker André Maris und Janin Devi, die im Kontext von Corona-Leugnung und Verschwörungserzählungen auftraten. Der Vorstand von Yoga Vidya hat als Reaktion auf Kritik im Jahr 2020 zwei Statements zu „Corona Schutzmaßnahmen“ (05/2020) und zu „Demokratie, Meinungsfreiheit und sogenannten Verschwörungstheorien“ (06/2020) herausgegeben. Darin bekennt sich der Verein zur freiheitlichen demokratischen Grundordnung. Gleichzeitig sieht der Vorstand eine Teilnahme an der politischen Debatte durch den Verein als nicht satzungskonform an, stellt es aber jedem Vereinsmitglied frei, sich im Rahmen der freiheitlich-demokratischen Grundordnung politisch zu äußern.
Yoga Vidya steht in der Kritik, weil die Organisation eigene religiöse Prägungen und eventuell missionarische Absichten nicht offenlegt. Ein Ashram, wie die von Yoga Vidya betriebenen Seminarhäuser genannt werden, ist oftmals ein religiös geprägter Ort im indischen Kulturraum, insbesondere mit Bezug zum Hinduismus. Yoga Vidya verwendet diese Bezüge jedoch vor allem mit Bezug auf Spiritualität und auf esoterische Aussagen darüber, dass alle Religionen eins seien, und verneint damit eine religiöse Identität. Demgegenüber steht in direktem Kontrast, dass der verpflichtende Tagesablauf in den Seminarhäusern religiöse Rituale des Hinduismus beinhaltet, beispielsweise das Singen von Mantras, hinduistische Gebete, Pujas, Homas und den Satsang.
Laut Medienberichten ließ Yoga Vidya zwischen 2017 und 2019 Freiwillige beim Umbau einer ehemaligen Klinik in Bad Meinberg zu einem Übernachtungshaus mitarbeiten. Das Gebäude war demnach mit Asbest, Schimmel und Mineralwolle verseucht, die Helfer sollen jedoch nicht über die Belastungen informiert worden sein und keine geeignete Schutzkleidung erhalten haben. Laut Süddeutscher Zeitung vom März 2024 ermittelt die Staatsanwaltschaft. Im Bericht der Tagesschau heißt es dazu: „Zugespieltes Material, darunter Fotos, Videos und Gutachten, legen die hohe Kontamination des Gebäudes durch Schimmel, Asbest und Mineralwolle offen. Der vereinseigene Bauleiter im Schulterschluss mit Volker Bretz und einem Architekten waren sich schon bei der Planung einig, dass man an der Sanierungstiefe sparen könne bei gleichzeitigem Einsatz von freiwilligen Helfern, sogenannten ‚Karma-Yogis‘ und Sevakas. Bei der kreditgebenden Bank wurde hierfür eine Einsparmöglichkeit von 370.000 Euro veranschlagt.“ Statements des Vereins weisen die Vorwürfe allerdings zurück und belegen dies mit der Veröffentlichung baubiologischer Gutachten.